# Pieve di Soligo
Pieve di Soligo é uma comuna italiana da região do Vêneto, província de Treviso, com cerca de 10.673 habitantes. Estende-se por uma área de 19 km², tendo uma densidade populacional de 561 hab/km². Faz fronteira com Cison di Valmarino, Farra di Soligo, Follina, Refrontolo, Sernaglia della Battaglia, Susegana.

## Demografia
| Variação demográfica do município entre 1861 e 2011                               |
|                                                                                   |
| Fonte: Istituto Nazionale di Statistica (ISTAT) - Elaboração gráfica da Wikipedia |